# Immeuble Le Grand Cercle
L'immeuble Le Grand Cercle est un immeuble de Saint-Étienne dans le département de la Loire. Ses façades et toitures sont inscrites au titre des monuments historiques par arrêté du 21 décembre 1984.